# Iaromel, Kiverți
Iaromel (în ucraineană Яромель) este un sat în comuna Trosteaneț din raionul Kiverți, regiunea Volînia, Ucraina.

## Demografie
Componența lingvistică a localității Iaromel
     Ucraineană (97,59%)
     Rusă (1,2%)
     Belarusă (1,2%)
Conform recensământului din 2001, majoritatea populației localității Iaromel era vorbitoare de ucraineană (97,59%), existând în minoritate și vorbitori de rusă (1,2%) și belarusă (1,2%).